# Widmannstätten (Mondkrater)
Widmannstätten ist ein Einschlagkrater am östlichen Rand der Mondvorderseite im Süden des Mare Smythii. Der Krater ist überflutet von den Laven des Mare und im westlichen Teil überdeckt von dem Krater Kiess.
Der Krater wurde 1973 von der IAU nach dem österreichischen Naturwissenschaftler Alois von Beckh-Widmanstätten offiziell benannt.